# Neleo di Scepsi
Neleo di Scepsi (Scepsi, III secolo a.C. – ...) è stato un filosofo greco antico.

## Biografia
Vissuto nel III secolo a.C. era figlio del signore di Asso Corisco, che, con Erasto, è annoverato da Diogene Laerzio tra i discepoli di Platone, che inviò loro e a Ermia una lettera dove prospettava ai tre un patto di amicizia e collaborazione fondato sulla necessità di integrare la formazione teorica astratta dei filosofi con la saggezza umana del politico. 
Lo stesso Platone, poi, si proponeva come mediatore nel caso fossero sorti tra loro dei contrasti. A Neleo, Teofrasto, scolarca del Peripato, lasciò in eredità i libri acroamatici aristotelici , che egli a sua volta aveva ricevuto alla morte del maestro..

## Il destino dei testi aristotelici
Strabone narra, che i discendenti di Neleo nascosero questi appunti di Aristotele in una cantina per  evitare che fossero raccolti nella biblioteca attalide; nel I secolo a.C. i testi acroamatici furono rinvenuti danneggiati dall'umidità ed acquistati assieme alle opere di Teofrasto da Apellicone di Teo "φιλόβιβλος μᾶλλον ἢ φιλόσοφος" (bibliofilo più che filosofo). 
Alla morte di Apellicone Lucio Cornelio Silla, dopo aver conquistato Atene portò gli scritti aristotelici a Roma, dove furono studiati prima da Tirannione il Vecchio e poi da Andronico di Rodi, che li ordinò per la prima edizione. 
Diversa la versione di Ateneo di Naucrati secondo la quale Neleo vendette invece gli scritti acromatici a Tolomeo Filadelfo, fondatore della biblioteca di Alessandria.